# 大船山 (兵庫県)
大船山（おおふなやま）は、兵庫県三田市にある標高653 mの山。丹波高地に属する独立峰である。地元では大舟山と表記することが多い。兵庫50山の一つである。

## 概要

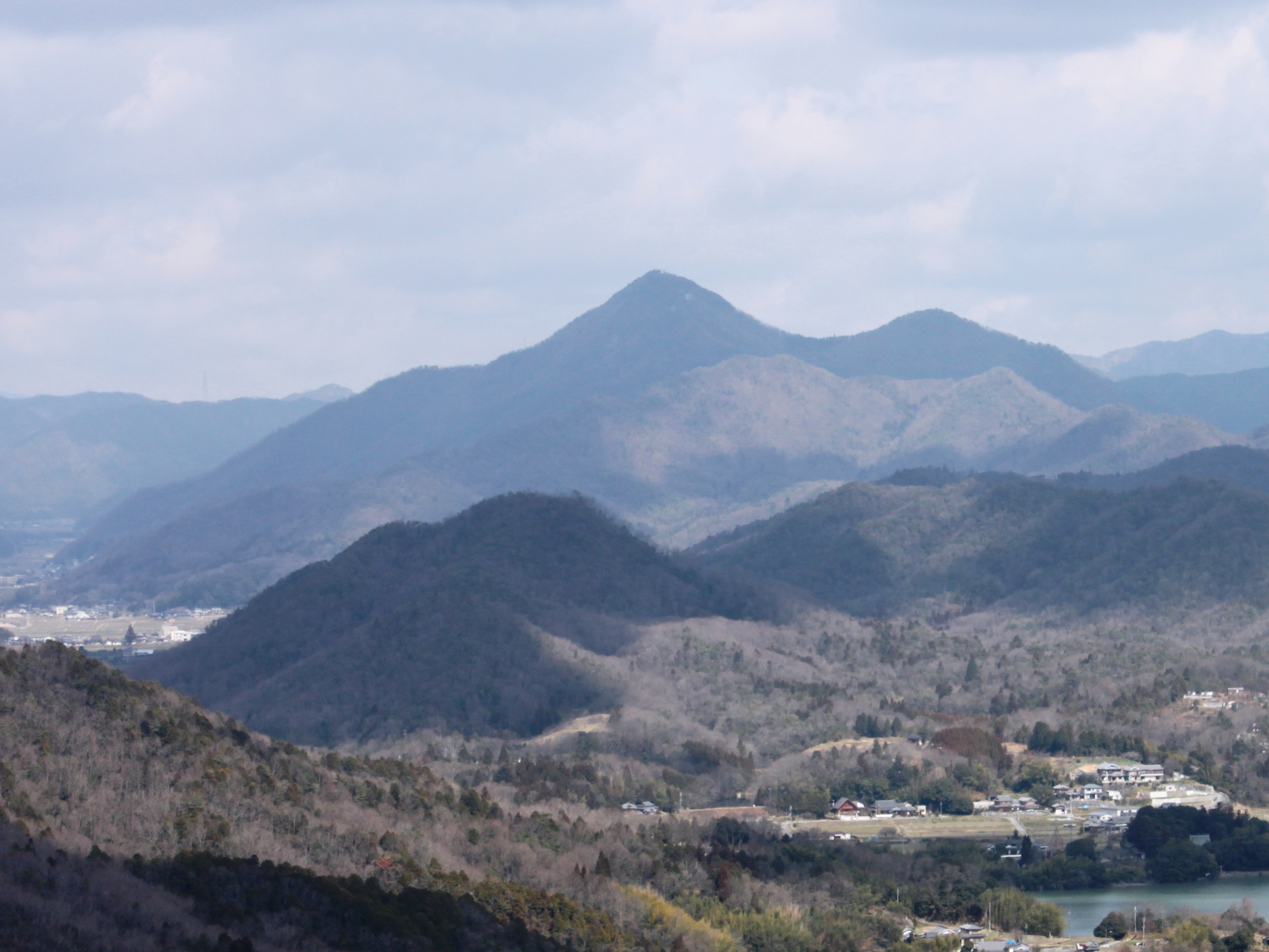
大船山（中央奥）を南から望む。大岩岳から撮影。

三田市の中心部東方に存在する。山頂には祠があり、南から南東の眺めがよい。
伝承によると太古には周囲は湖沼であり、船をつける松があったことからこの名称がつけられたとされる。丹波修験道の修行場の一つであり、山頂近くには敏達天皇の代に建立されたという大舟寺が存在したが、1499年に山麓の松尾谷に移っている。
登山道は、三田駅からの神姫バスの「十倉」もしくは「波豆川」の各停留所から始まる。波豆川からの登山道の途中には室町時代に立てられた地蔵形の道標を見ることができる。